# Allendorf, Saalfeld-Rudolstadt
Allendorf là một đô thị thuộc huyện Saalfeld-Rudolstadt, trong bang Thüringen, nước Đức. Đô thị Allendorf, Saalfeld-Rudolstadt có diện tích 8,76 km².